# Blackburn Beverley
Blackburn Beverley byl čtyřmotorový těžký transportní letoun vyvinutý britskou společností Blackburn Aircraft Limited. První prototyp poprvé vzlétl roku 1950. Celkem bylo vyrobeno 49 letounů tohoto typu. Britské královské letectvo je provozovalo do roku 1967.

## Historie

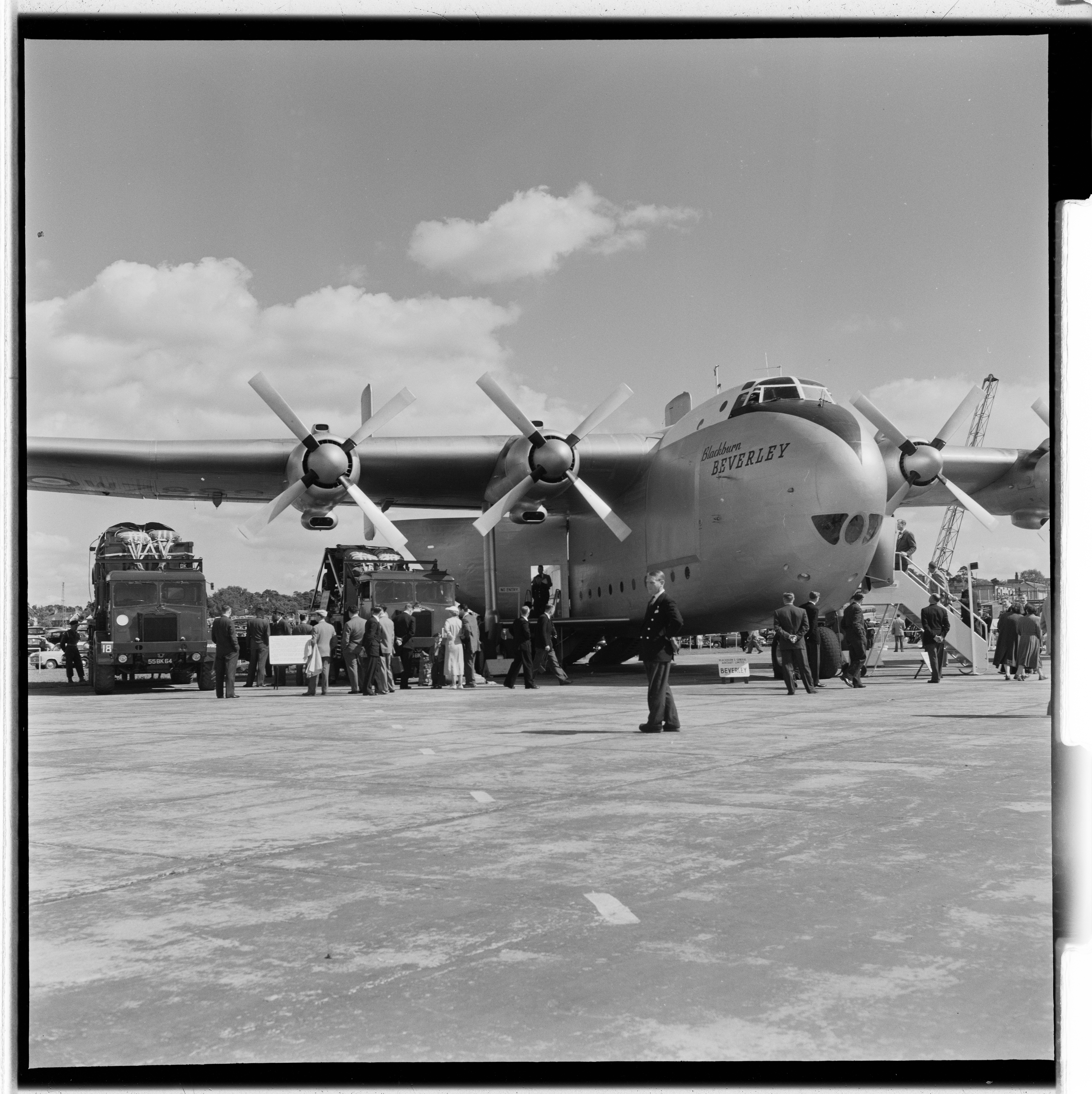
Druhý prototyp Blackburn Beverley

Letoun navrhla společnost General Aircraft Limited (GAL) pod označením GAL.60 Mk.1 Universal Freighter. Byl to její poslední letoun, neboť se roku 1949 stala součástí společnosti Blackburn Aircraft Limited, která v jeho vývoji pokračovala. První prototyp (WF320 / G-AMUX) poprvé vzlétl 20. června 1950. Ve vzduchu měl velmi dobré vlastnosti. V roce 1951 společnost získala prostředky na stavbu druhého prototypu GAL.65 Mk.2 Universal Freighter (WZ889), upraveného na základě zkoušek prototypu prvního. Druhý prototyp poprvé vzlétl 14. června 1953. Zejména byl upraven nákladový prostor a přístup k němu. Motory Bristol Hercules nahradily výkonnější motory Bristol Centaurus. Tato vylepšená verze se dostala do služby pod označením Blackburn Beverley C Mk.1. Na konci roku 1952 bylo objednáno prvních dvacet letounů, v červenci 1954 devět, v lednu 1956 osm a v září 1956 posledních deset. Celkem bylo postaveno 47 sériových letounů. První sériový letoun vzlétl 29. ledna 1955 a do služby v RAF byl letoun přijat v březnu 1956. Ve službě vydržel do roku 1967. 

## Konstrukce

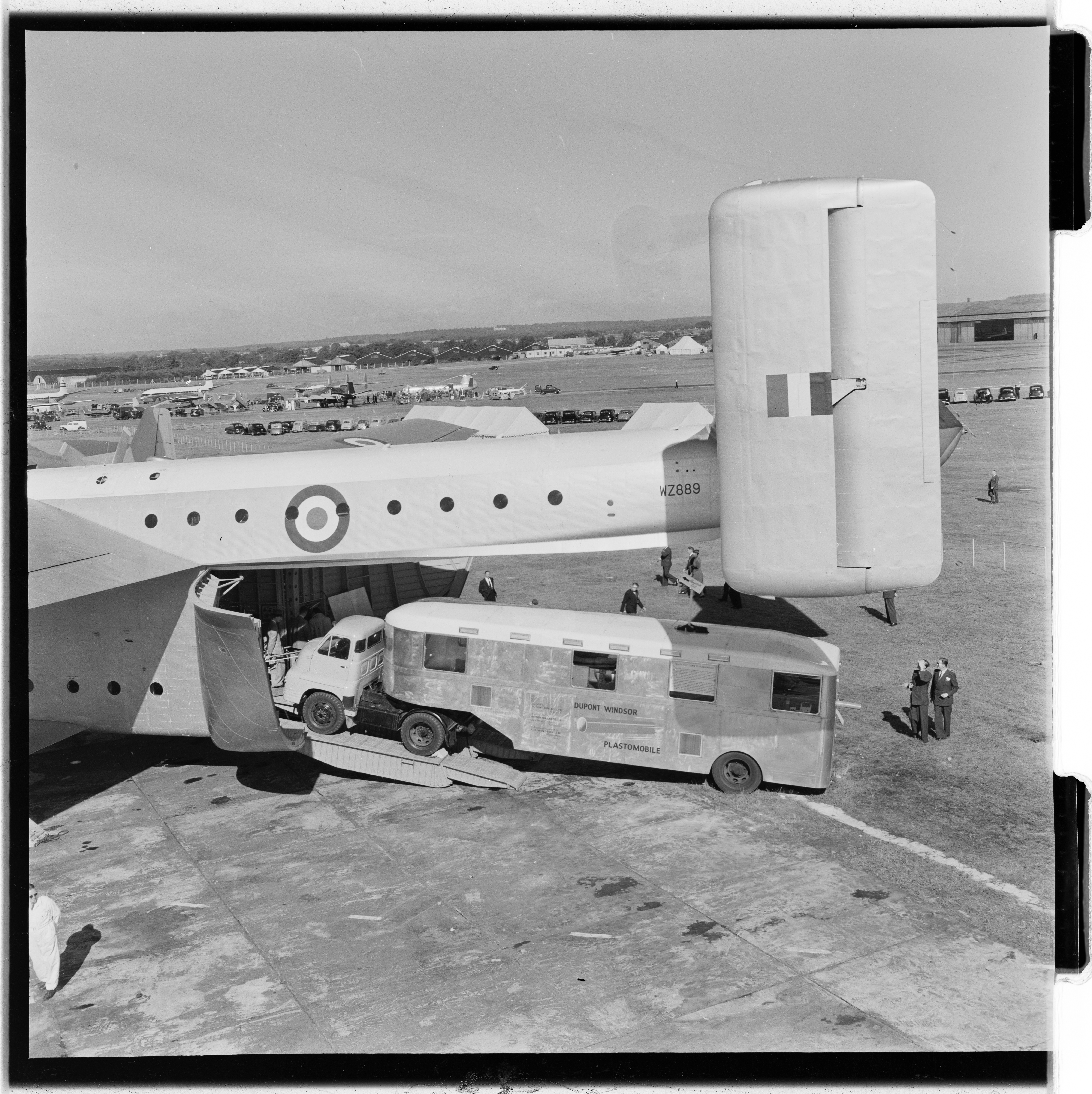
Druhý prototyp Blackburn Beverley

Blackburn Beverley byl čtyřmotorový hornoplošník s dvojitými ocasními plochami. Byl vybaven pevným příďovým podvozkem se čtyřmi koly na hlavních nohách a dvěma koly na přední noze. Rozměrný krabicový trup byl přístupný záďovými vraty. Posádka byla čtyřčlenná. Poháněly jej čtyři dvouhvězdicové osmnáctiválce Bristol Centaurus o výkonu 2850 hp. Roztáčely čtyřlisté stavitelné reverzní vrtule de Havilland Hydromatic.

## Dochovaný exemplář

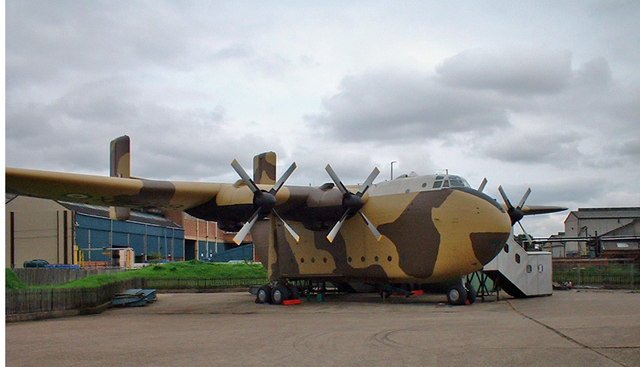
Poslední dochovaný Blackburn Beverley jako exponát zaniklého Museum of Army Transport v Beverley

Do roku 2022 se dochoval poslední exemplář Blackburn Beverley C Mk.1 (XB259). Necelých dvacet let byl vystaven ve vojenském muzeu Museum of Army Transport v Beverley, které zaniklo v lednu 2020. Poté byl přesunut do Fort Paull. V září 2020 jej v aukci koupil vlastník společnosti Condor Aviation Martyn Wiseman. Letoun nechal rozebrat pro přepravu na domovské letiště své společnosti. Kvůli nedostatku financí na jeho sestavení připustil i možnost jeho prodání do šrotu.

## Verze
- General Aircraft GAL.60 Mk.1 Universal Freighter – První prototyp.
- Blackburn GAL.65 Mk.2 Universal Freighter – Upravený druhý prototyp.
- Blackburn Beverley C Mk.1 – Vojenské označení sériových letounů.

## Specifikace (Blackburn Beverley C Mk.1)

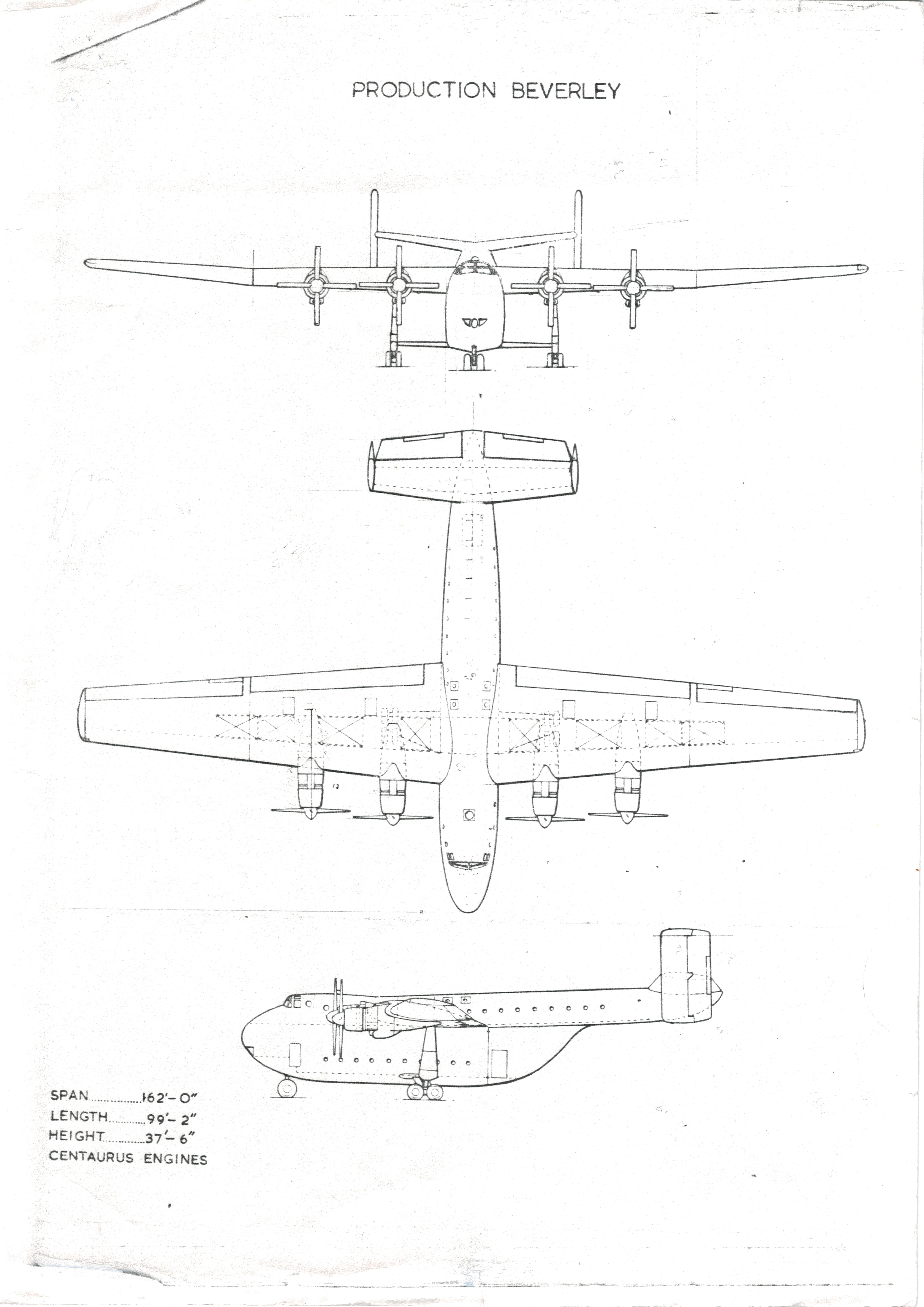
Třípohledový nákres

Údaje dle

### Technické údaje
- Posádka: 4–6
- Kapacita:
- Rozpětí: 49,4 m
- Délka: 19,33 m
- Výška: 11,81 m
- Nosná plocha: 270,91 m²[2]
- Hmotnost prázdného letounu: 35 950 kg
- Vzletová hmotnost: 61 235 kg
- Maximální vzletová hmotnost: 64 864 kg[2]
- Pohonné jednotky: 4× dvouhvězdicový motor Bristol Centaurus
- Výkon pohonné jednotky: 4× 2130 kW (2850 hp)

### Výkony
- Nejvyšší rychlostve výšce 1737: 383 km/h[2]
- Cestovní rychlost ve výšce 2438: 278,4 km/h[2]
- Operační dostup: 4877 m[2]
- Dolet: 2090 km